# Ralf Loose
Ralf Loose (* 5. Januar 1963 in Dortmund-Dorstfeld) ist ein ehemaliger deutscher Fußballspieler und heutiger -trainer.

## Karriere

### Als Spieler

#### Im Verein
Als Libero spielte Loose von 1981 bis 1986 bei Borussia Dortmund. Anschließend lief er ein Jahr für Rot-Weiß Oberhausen in der 2. Fußball-Bundesliga auf, ehe er von 1987 bis 1994 bei Fortuna Düsseldorf aktiv war. In der Saison 1994/95 ließ Loose seine aktive Karriere beim damaligen Oberligisten FSV Frankfurt ausklingen. In insgesamt 342 Erst- und Zweitligaspielen gelangen ihm 18 Treffer.

#### In der Nationalmannschaft
Neben dem Gewinn der U-18-Europameisterschaft 1981 im eigenen Land wurde Loose im gleichen Jahr in Australien Junioren-Weltmeister. Bei der Junioren-WM war er als Spielmacher und Mannschaftskapitän der deutschen U-20-Auswahl mit vier Turniertreffern einer der erfolgreichsten Torschützen. Von 1982 bis 1983 absolvierte Loose für die deutsche U-21-Nationalmannschaft insgesamt sechs Länderspiele, blieb dabei aber ohne Torerfolg. Obwohl er als eines der hoffnungsvollsten deutschen Talente in seinem Jahrgang galt, kam Loose später zu keinem Länderspieleinsatz im Seniorenbereich.

### Als Trainer
Ralf Loose studierte an der Deutschen Sporthochschule Köln und schloss dort seine Trainerausbildung ab. Ab 1995 war er Co-Trainer und Trainer der Amateurmannschaft von Mainz 05. Von 1996 bis 1998 war er Trainer der U-18-Auswahl Liechtensteins. Am 1. Juli 1998 übernahm er zusätzlich die Liechtensteiner A-Nationalmannschaft, wo er bis zu seiner Entlassung am 29. Juli 2003 vor allem bei der Talentförderung Akzente setzen konnte. Günter Netzer äußerte beispielsweise: „Mit Ralf Loose kam ein junger Mann, der in der Jugend sehr gute Arbeit geleistet hat und vom Charakter her einwandfrei ist. Zudem hat er Erfahrung und genügend Wissen über den Fußball.“

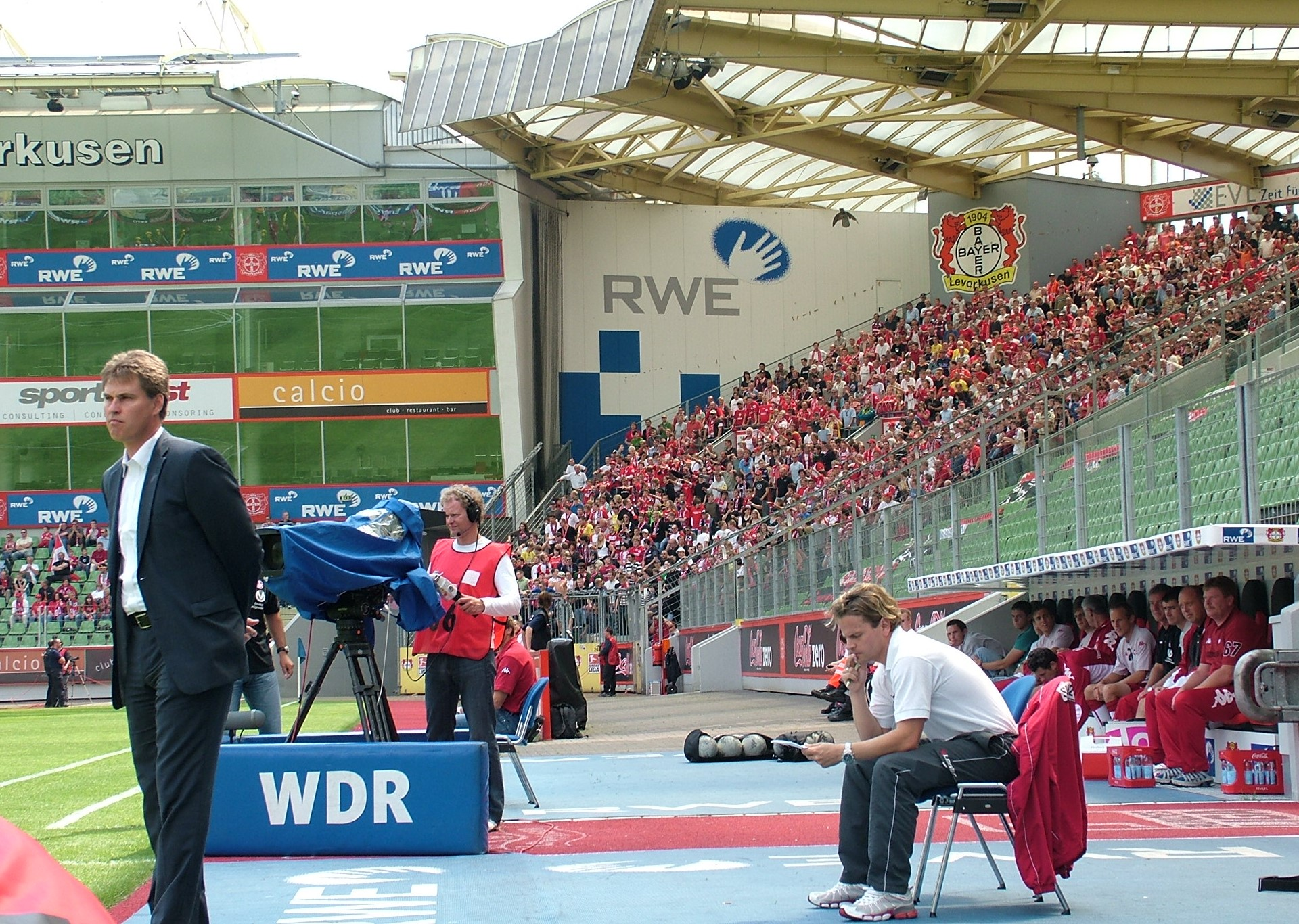
Ralf Loose als Trainer der Sportfreunde Siegen und Co-Trainer Sascha Franz mit Fans im Rücken

Vom 1. Juli 2004 bis zum 30. Juni 2005 war Loose Trainer des Regionalligisten Sportfreunde Siegen. Mit Siegen schaffte er in der Saison 2004/05 den Aufstieg in die 2. Bundesliga, obwohl der Verein in den beiden Spielzeiten zuvor nur knapp dem Abstieg entronnen war. Zu dieser Zeit galt Loose als eines der verheißungsvollsten deutschen Trainertalente.
Bereits einige Wochen vor dem Aufstieg hatte Loose einen Vertrag beim Schweizer Super-Ligisten FC St. Gallen für die darauffolgende Spielzeit unterschrieben. Nach einer Misserfolgsserie mit nur neun Punkten aus zehn Partien (insgesamt 31 Punkte aus 29 Spielen) wurde er am 10. April 2006 beim FC St. Gallen beurlaubt und durch Rolf Fringer ersetzt. Unter anderem wurde ihm vorgeworfen, die Mannschaft nicht mehr zu erreichen und eine nicht nachvollziehbare Spielphilosophie zu vertreten.
Von Juli 2006 bis September 2007 war Loose wieder als Trainer in Siegen tätig, ehe er am 29. September 2007 einen Dreijahreskontrakt beim Zweitligisten FC Augsburg unterschrieb. Nach nur acht Monaten wurde Loose aufgrund sportlichen Misserfolgs am 16. April 2008 beurlaubt. Er nutzte die Zeit seiner Beurlaubung, um bei verschiedenen Vereinen – unter anderem dem SSC Neapel, dem FC Metz und Olympique Marseille – zu hospitieren.
Am 12. April 2011 wurde Ralf Loose als neuer Trainer des Drittligisten SG Dynamo Dresden vorgestellt, bei dem er die Nachfolge des zuvor beurlaubten Matthias Maucksch antrat. Die Mannschaft holte unter seiner Führung 16 Punkte aus den verbleibenden sechs Spielen der Saison 2010/11 und erreichte dadurch den dritten Tabellenplatz, der zur Teilnahme an den Relegationsspielen zur 2. Bundesliga berechtigte. In der Relegation setzte sich Dynamo Dresden gegen den Tabellensechzehnten der 2. Bundesliga VfL Osnabrück durch und stieg somit in die zweithöchste deutsche Spielklasse auf. Unter seiner Führung verblieb die Mannschaft während der gesamten Spielzeit 2011/12 im gesicherten Tabellenmittelfeld und konnte vorzeitig das gesteckte Ziel des Klassenerhalts erreichen. Dagegen schaffte es Loose in der Hinrunde der Saison 2012/13 mit Dynamo Dresden nicht, an die befriedigenden Leistungen des Vorjahres anzuknüpfen. Nach der vergleichsweise mageren 15-Punkte-Ausbeute aus den ersten 17 Spielen und einer 0:3-Heimniederlage gegen den VfL Bochum am 18. Spieltag, durch die die Mannschaft auf den 16. Tabellenplatz abrutschte, wurde Loose am 9. Dezember 2012 vom Verein mit sofortiger Wirkung beurlaubt. Dass Loose vor seiner Dresdner Zeit bei mehreren französischen Vereinen hospitiert hatte, machte sich in der siebenköpfigen French-Connection bemerkbar, die Dynamo Dresden unter seiner Ägide verpflichtete. Am 15. September 2013 erhielt Ralf Loose einen Vertrag bis zum Saisonende 2014 beim SC Preußen Münster, der anschließend bis 2016 verlängert wurde. Am 19. Dezember 2015 wurde er – nach nur einem Sieg aus den letzten 10 Spielen und einer Serie von sechs sieglosen Spielen in Folge – bis zum Ablauf seines Vertrages vom Verein freigestellt. Zur Saison 2018/19 erhielt er einen Einjahresvertrag beim FC Winterthur, der danach jährlich, 2021 für zwei Jahre verlängert wurde. Nach drei aufeinanderfolgenden Niederlagen wurde er im Dezember 2021 freigestellt.

## Erfolge
Als Spieler
- U-18-Europameister: 1981
- U-20-Weltmeister: 1981
- Aufstieg in die 1. Bundesliga: 1989 (mit Fortuna Düsseldorf)
- Aufstieg in die 2. Bundesliga: 1995 (mit dem FSV Frankfurt)

Als Trainer
- Aufstieg in die 2. Bundesliga: 2005 (mit den Sportfreunde Siegen)
- Aufstieg in die 2. Bundesliga: 2011 (mit Dynamo Dresden)

## Privatleben
Loose ist verheiratet und hat eine Tochter. In seiner Freizeit spielt Loose Schach und besucht Musik- und Theateraufführungen.